# Culmea, Bolgrad
Culmea (în ucraineană Підгірне, transliterat: Pidhirne, în germană Kulm) este un sat în comuna Tarutino din raionul Bolgrad, regiunea Odesa, Ucraina. Satul a fost locuit de germanii basarabeni.

## Demografie
Componența lingvistică a comunei Culmea
     Rusă (37,66%)
     Bulgară (27%)
     Găgăuză (19,57%)
     Română (9,64%)
     Ucraineană (5,62%)
Conform recensământului din 2001, nu exista o limbă vorbită de majoritatea populației, aceasta fiind compusă din vorbitori de rusă (37,66%), bulgară (27%), găgăuză (19,57%), română (9,64%) și ucraineană (5,62%).